# Une riche veuve
Pour plus de détails, voir Fiche technique et Distribution.
Une riche veuve (Footloose Widows) est un film américain réalisé par Roy Del Ruth, produit et distribué par Warner Bros., sorti en 1926.

## Synopsis
Pas de synopsis connu.

## Fiche technique
- Titre original : Footloose Widows
- Réalisation : Roy Del Ruth
- Scénario : Darryl F. Zanuck, Roy Del Ruth d'après Footloose de Beatrice Burton (en)
- Production : Warner Bros.
- Photographie : David Abel, Charles Van Enger
- Durée : 70 minutes
- Dates de sortie :
  - USA : 19 juin 1926
  - Royaume-Uni : 11 avril 1927

## Distribution
- Louise Fazenda : Flo
- Jacqueline Logan : Marian
- Jason Robards Sr. : Jerry
- Douglas Gerrard : Grover
- Neely Edwards : The Ex-Mayor
- Arthur Hoyt : Henry
- Jane Winton : Mrs. Drew
- Mack Swain : Ludwig
- John Miljan : Mr. Smith
- Eddie Phillips : "Tuxedo" Eddie
- Henry A. Barrows : Hotel Manager